# The Fighters - Addestramento di vita
The Fighters - Addestramento di vita (Les Combattants) è un film del 2014 diretto da Thomas Cailley.

## Trama
L'Esercito francese ha organizzato uno stand promozionale ed il primo incontro di Arnaud e Madeleine è un incontro di lotta sulla spiaggia in cui lei ha la meglio. Si ritrovano quando Arnaud che ha una ditta di arredi da giardino insieme al fratello deve realizzare un capanno vicino alla piscina di casa dei genitori di Madeleine. Lei è ostile ed aggressiva, convinta che sia in arrivo una catastrofe per cui bisogna essere preparati e si iscrive ad un corso estivo nell'Esercito e Arnaud che non ha ancora le idee ben chiare sul futuro decide di seguirla lasciando suo fratello a mandare avanti da solo la loro attività. Per Madeleine la vita nell'Esercito non è abbastanza dura e non ci sono abbastanza disagi, per questo decide di scappare nei boschi insieme ad Arnaud e vivere una vera avventura alla scoperta del mondo e dei loro sentimenti.

## Riconoscimenti
- 2015 - Premio César
  - Migliore attrice protagonista a Adèle Haenel
  - Migliore promessa maschile a Kévin Azaïs
  - Miglior opera prima a Thomas Cailley
  - Nomination Miglior film
  - Nomination Miglior regista a Thomas Cailley
  - Nomination Migliore sceneggiatura originale a Thomas Cailley e Claude Le Pape
  - Nomination Miglior montaggio a Lilian Corbeille
  - Nomination Miglior sonoro a Jean-Luc Audy, Guillaume Bouchateau, Antoine Baudouin, Niels Barletta
  - Nomination Migliore colonna sonora a Lionel Flairs, Benoît Rault e Philippe Deshaies
- 2015 - Premio Lumière
  - Miglior opera prima a Thomas Cailley
  - Miglior rivelazione maschile a Kévin Azaïs
  - Nomination Miglior attrice a Adèle Haenel